# Miron Andrzejewski
Miron Andrzejewski (ur. 24 maja 1950, zm. 4 lutego 2022) – polski lekkoatleta, specjalizujący się w rzucie dyskiem, medalista mistrzostw Polski, reprezentant kraju.

## Kariera sportowa
Występował w barwach Gwardii Olsztyn.
Na mistrzostwach Polski seniorów zdobył jeden medal w rzucie dyskiem: brązowy w 1978, ponadto w latach 1972–1980 zajmował za każdym razem miejsce w pierwszej ósemce mistrzostw. 
Dwukrotnie wystąpił w meczach międzypaństwowych (raz w 1975, raz w 1976), bez zwycięstw indywidualnych).
Rekord życiowy w rzucie dyskiem: 62,02 (19.05.1978). 